# Dlhá (okres Trnava)
Dlhá je obec v okrese Trnava na Slovensku. Rozkládá se v jihozápadní části okresu. Její katastrální území má rozlohu 1181 ha. Na severu sousedí s Dolnými Orešany, na východě s Košolnou a se Suchou nad Parnou, na jihu s Ružindolem a Borovou a na západě s Doľany.
V obci jsou dva římskokatolické kostely. Starší z nich stojí nad vesnicí, pochází z roku 1390 a je zasvěcen sv. Margitě. Mladší kostel sv. Antonína Paduánského stojí ve vsi.
První písemná zmínka o vsi pochází z roku 1296, kdy je obec zahrnuta ve výčtu poddanských vsí v souvislosti s prodejem poloviny hradu Červený Kameň nekorunovanému vládci západního Slovenska Matúši Čákovi Trenčanskému.

## Galerie

Dlhá
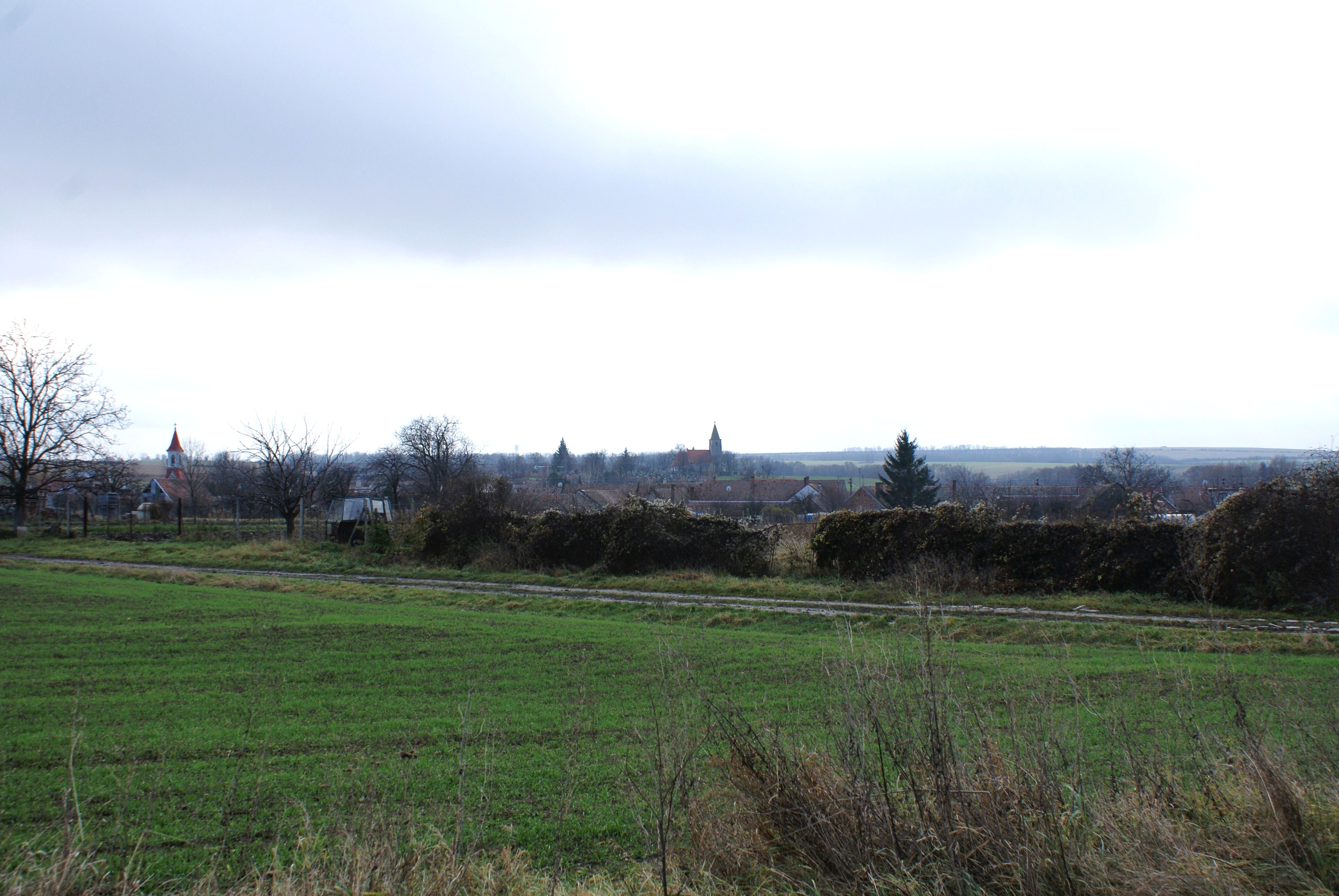
Pohled na vesnici
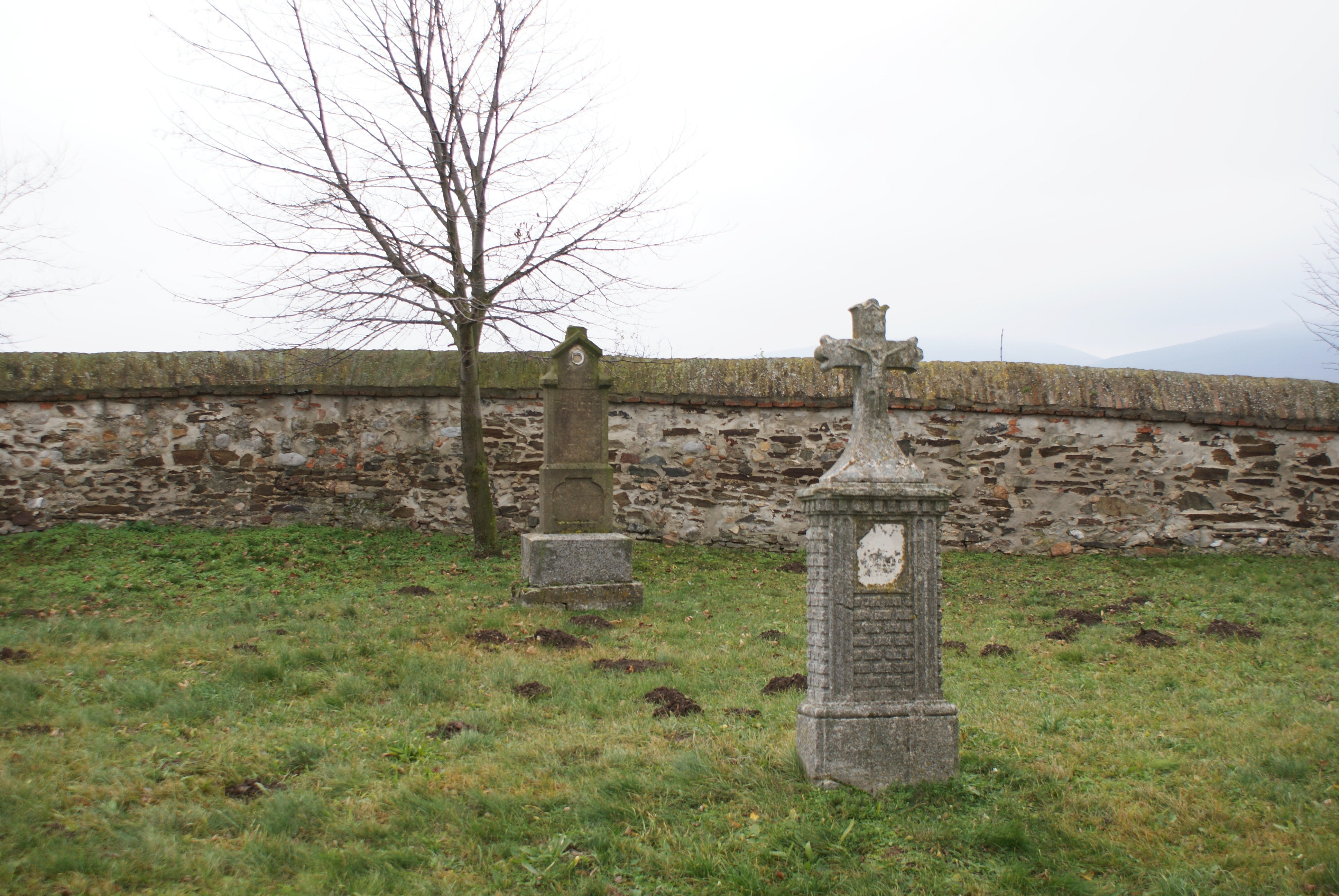
Náhrobní kameny před kostelem
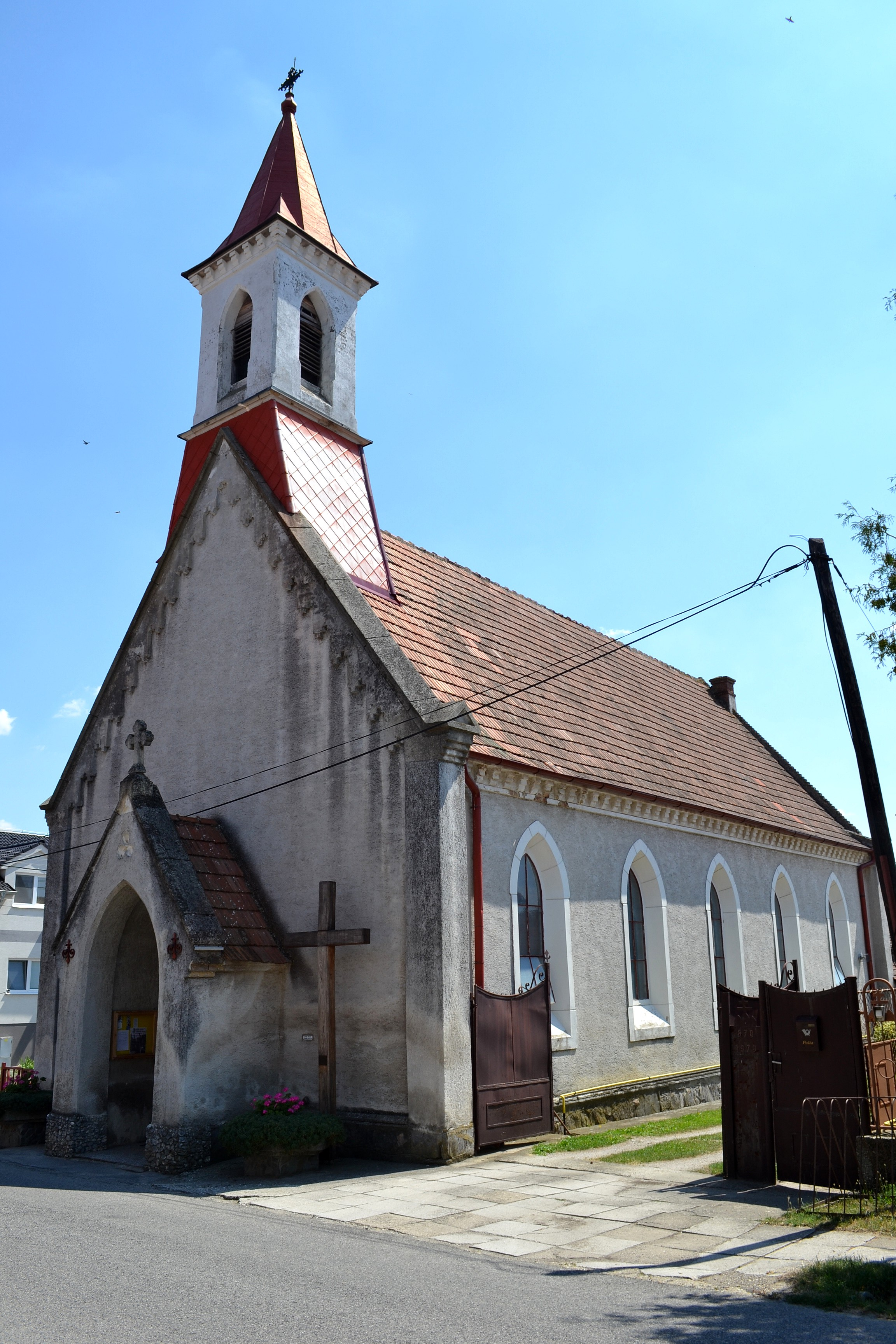
Kostel ve vsi